# Ministério da Defesa da Ucrânia
| Ministério da Defesa da Ucrânia Міністерство оборони України |                                  |
| Avenida Povitroflotskyi, 6 - Kiev www.mil.gov.ua/en/         |                                  |
| Criação                                                      | 24 de setembro de 1991 (33 anos) |
| Atual ministro                                               | Rustem Umierov                   |

O Ministério da Defesa da Ucrânia (ucraniano: Міністерство оборони України) é o ministério do governo ucraniano que supervisiona a defesa nacional e as Forças Armadas da Ucrânia. O chefe do ministério é o Ministro da Defesa. O Presidente da Ucrânia é o Comandante-Supremo das Forças Armadas da Ucrânia.
O ministério foi estabelecido na Ucrânia em 24 de setembro de 1991, um mês após a declaração de independência da Ucrânia. O ministério foi encarregado de toda a reorganização das forças militares soviéticas no território de jurisdição ucraniana. Em 1994, a Ucrânia desistiu voluntariamente de todas as armas nucleares. O ministério gastou fundos significativos eliminando armas nucleares, bases militares e equipamentos para atender aos requisitos do Tratado sobre Forças Armadas Convencionais na Europa.
Em 2022, foi planejado fornecer 5% do PIB da Ucrânia para as necessidades do Ministério da Defesa. Em julho de 2022, em meio à invasão russa da Ucrânia, o Ministério da Defesa da Ucrânia declarou que gasta o orçamento de um ano do ministério todos os meses da guerra com a Rússia.